# Leesville (Louisiane)
Pour les articles homonymes, voir Leesville.
Leesville est une ville de la Paroisse de Vernon en Louisiane, aux États-Unis. En 2010, la population était de 6 612 habitants.